# Diego Marani (Autor)
Diego Marani (* 1959 in Ferrara) ist ein italienischer Übersetzer und Revisor beim Ministerrat der Europäischen Union in Brüssel und Kolumnist in verschiedenen Zeitungen.

## Leben
Bekannt wurde Marani, als er im Jahr 1996 zum Scherz die Hilfssprache Europanto, ein Gemisch aus den verschiedenen Amtssprachen der Europäischen Union veröffentlichte.
In Europanto hat er in Frankreich die Erzählungssammlung Las adventures de l’inspector Cabillot veröffentlicht.
Marani ist auch Autor von Romanen in italienischer Sprache, Caprice de dieu, Zanzare und Nuova grammatica finlandese. Für seinen Roman L'ultimo dei Vostiachi, der bei Bompiani erschienen ist, erhielt er 2002 den Premio Stresa.